# Championnats de Chine de tennis de table
Les Championnats de Chine de tennis de table (All China Table Tennis Championships) sont une compétition de tennis de table organisés depuis 1952 en Chine. Ils réunissent les meilleurs pongistes de Chine et se déroulent chaque année (certaines années et actuellement tous les quatre ans, les championnats sont intégrés aux Jeux nationaux). Il s'agit de la plus ancienne, la plus étendue et la plus compétitive des compétitions de tennis de table en Chine. L'évènement comprend 24 équipes masculines et féminines représentant 23 provinces et villes, impliquant près de 300 athlètes. Les championnats comprennent une compétition par équipes ainsi que des matchs individuels (simples et doubles). Ils se déroulent habituellement en octobre.

## Palmarès
Sous l'appellation "Jeux nationaux de Chine de tennis de table"
| Année       | Simple            | Simple       | Double                       | Double                    | Double                     | Equipe                                                                 | Equipe                  |
| Année       | Messieurs         | Dames        | Messieurs                    | Dames                     | Mixte                      | Messieurs                                                              | Dames                   |
| ----------- | ----------------- | ------------ | ---------------------------- | ------------------------- | -------------------------- | ---------------------------------------------------------------------- | ----------------------- |
| 1952        | Jiang Yongning    | Sun Meiying  |                              |                           |                            |                                                                        |                         |
| 1956        | Wang Chuanyao     | Sun Meiying  |                              |                           |                            |                                                                        |                         |
| 1957        | Wang Chuanyao     | Ye Peiqiong  | Hu Bingquan Wang Chuanyao    | Deng Zhujun Li Linshu     | Zhuang Zedong Zhang Baodi  | Beijing First Team                                                     | Beijing First Team      |
| 1958        | Rong Guotuan      | Ye Peiqiong  | Fu Qifang Wang Chuanyao      | Chi Huifang Zhu Peimin    | Wang Chuanyao Sun Meiying  | Shanghai First Team                                                    | Shanghai First Team     |
| 1959*       | Wang Chuanyao     | Hu Keming    | Jiang Yongning Zhuang Jiafu  | Qiu Zhonghui Ye Peiqiong  | Zhuang Zedong Qiu Zhonghui | Shanghai                                                               | Beijing                 |
| 1960        | Wang Chuanyao     | Qiu Zhonghui | Li Furong Zhuang Zedong      | Sun Meiying Wang Jian     | Zhuang Zedong Qiu Zhonghui |                                                                        |                         |
| 1961        | Li Furong         | Qiu Zhonghui | Li Furong Zhuang Zedong      | Qiu Zhonghui Wang Jian    | Li Furong Han Yuzhen       | Shanghai First Team                                                    | Heilongjiang First Team |
| 1962        | Yang Ruihua       | Qiu Zhonghui | Li Furong Wang Jiasheng      | Lin Ximeng Zheng Minzhi   | Hu Daoben Liang Lizhen     |                                                                        |                         |
| 1963        | Zhang Xielin      | Lin Huiqing  | Xu Dawan Wang Xuekun         | Lin Huiqing Zheng Minzhi  | Yu Changchun Zhou Yiling   | Beijing                                                                | Beijing                 |
| 1964        | Zhuang Zedong     | Han Yuzhen   | Yu Changchun Zhou Lansun     | Han Yuzhen Li Henan       | Zhang Xielin Lin Huiqing   |                                                                        |                         |
| 1965*       | Zhuang Zedong (2) | Lin Huiqing  | Li Furong Xu Yinsheng        | Huang Yuhuan Liang Lizhen | Lu Jufang Liang Lizhen     | Shanghai                                                               | Shanghai                |
| 1966        | Zhuang Zedong (3) | Qiu Baoqin   | Li Jingguang Zhuang Zedong   | Li Henan Li Li            | Wang Jiasheng Li Henan     | Shanghai First Team                                                    | Shanghai First Team     |
| 1972        | Diao Wenyuan      | Hu Yulan     | Diao Wenyuan Li Jingguang    | Feng Mengya Zhu Naizhen   | Li Deze Hu Yulan           | Hebei First Team                                                       | Shanxi First Team       |
| 1973        | Li Zhenshi        | Huang Xiping | Li Zhuomin Liang Geliang     | Hu Yulan Liu Xinyan       | Li Zhenshi Wu Shibao       | Liaoning First Team                                                    | Shanghai First Team     |
| 1974        | Wang Wenrong      | Lin Meiqun   |                              |                           |                            | Beijing First Team                                                     | Heilongjiang            |
| 1975*       | Wang Wenrong (2)  | Yan Guili    | Li Zhuomin Liang Geliang     | Li Ming Liu Xinyan        | Li Peng Li Ming            | Liaoning                                                               | Beijing                 |
| 1977        | Guo Yuehua        | Huang Xiping | Li Yuxiang Wang Jianqiang    | Chou Chenyan Huang Xiping | Guo Yuehua Zhang Li        | Beijing First Team                                                     | Shanghai First Team     |
| 1978        | Shi Zhihao        | Huang Xiping | Lu Yaohua Teng Yi            | Huang Xiping Li Ming      | Li Zhenshi Zhang Deying    | Bayi                                                                   | Shanghai First Team     |
| 1979*       | Wang Huiyuan      | Qi Baoxiang  | Liao Fumin Huang Jianguo     | Dai Lili Shen Jianping    | Wang Huiyuan Liu Xinyan    | PLA                                                                    | Tianjin                 |
| 1980        | Teng Yi           | Chen Lili    |                              |                           |                            | Bayi                                                                   | Zhejiang                |
| 1981        | Chen Xinhua       | Dai Lili     | Chen Xinhua Xu Zengcai       | Dai Lili Shen Jianping    | Liang Meng Shen Jianping   | Beijing                                                                | Shanghai                |
| 1982        | Guo Yuehua        | Geng Lijuan  | Chen Longcan Cheng Yinghua   | Dai Lili Shen Jianping    | Gu Wanyun Geng Lijuan      | Beijing                                                                | Shanghai                |
| 1983*       | Hui Jun           | Jiao Zhimin  | Huang Wenguan Jiang Jialiang | Dai Lili Shen Jianping    | Teng Yi Zhao Xiaoyun       | PLA                                                                    | Shanghai                |
| 1984        | Wei Qingguang     | Jiao Zhimin  | Xie Saike Zhou Hong          | Dai Lili Shen Jianping    | Wei Qingguang Li Chunli    | Sichuan                                                                | Hebei                   |
| 1985        | Ma Wenge          | Li Huifen    | Wei Qingguang Zhou Hong      | Geng Lijuan Li Huifen     | Wei Qingguang Li Chunli    | Beijing                                                                | Hebei                   |
| 1986        | Zhou Hong         | Liu Wei      | Li Yong Zhao Di              | Xie Xiaoyan Chen Hong     | Tang Cheng Liu Wei         | Beijing                                                                | Henan                   |
| 1987*       | Wang Tao          | Jiao Zhimin  | Chen Longcan Cheng Yinghua   | Geng Lijuan Li Huifen     | Wang Zhenyi Liu Wei        | PLA                                                                    | Shandong                |
| 1988        | Wang Tao (2)      | Yao Jiayin   | Dong Jianli Zhang Guanglong  | Deng Yaping Ying Ronghui  | Zhao Weiguo Li Jun         | Beijing                                                                | Hubei                   |
| 1989        | Chen Zhibin       | Deng Yaping  | Chen Zhibin Yu Shentong      | Chen Jing Hu Xiaoxin      | Ma Wenge Deng Yaping       | Bayi                                                                   | Hubei                   |
| 1990        | Zhang Lei         | Ying Ronghui | Lü Lin Wang Tao              | Fan Jianxin Qiao Yunping  | Lin Zhigang Liu Wei        | Liaoning                                                               | Hebei                   |
| 1991        | Ma Wenge          | Deng Yaping  | Ma Wenge Yu Shentong         | Deng Yaping Qiao Hong     | Ma Wenge Qiao Yunping      | Heilongjiang                                                           | Shandong                |
| 1992        | Ma Wenge (2)      | Qiao Yunping | Lü Lin Wang Tao              | Deng Yaping Qiao Hong     | Lin Zhigang Deng Yaping    | Tianjin                                                                | Henan                   |
| 1993*       | Lü Lin            | Deng Yaping  | Liu Guoliang Wang Tao        | Li Ju Wu Na               | Wang Zhenyi Qiao Yunping   | Beijing                                                                | Hebei                   |
| 1994        | Wang Tao (3)      | Deng Yaping  | Lin Zhigang Liu Guoliang     | Deng Yaping Qiao Hong     | Wang Tao Liu Wei           | Bayi First Team                                                        | Shandong First Team     |
| 1995        | Ding Song         | Deng Yaping  | Wang Tao Zhang Lei           | Deng Yaping Qiao Hong     | Wang Tao Liu Wei           | Bayi                                                                   | Jiangsu First Team      |
| 1996        | Zhang Yong        | Wang Hui     | Kong Linghui Wang Fei        | Cao Dongmei Zhu Fang      | Xiong Ke Wang Chen         | Guangdong                                                              | Jiangsu                 |
| 1997*       | Wang Tao          | Deng Yaping  | Liu Guoliang Wang Tao        | Deng Yaping Zhang Hui     | Qin Zhijian Yang Ying      | Guangdong                                                              | Jiangsu                 |
| 1998        | Kong Linghui      | Li Ju        | Feng Zhe Zhang Yong          | Li Ju Wang Nan            | Ma Lin Sun Jin             | Shantou                                                                | Jiangsu                 |
| 1999        | Ma Lin            | Wang Nan     | Ma Lin Qin Zhijian           | Li Ju Wang Nan            | Liu Guozheng Li Nan        | Shanghai                                                               | Beijing                 |
| 2000        | Hou Yingchao      | Bai Yang     | Dan Mingjie Tan Ruiwu        | Jiang Huajun Li Jia       |                            | Liaoning                                                               | Hebei                   |
| 2001*       | Ma Lin (2)        | Wang Nan     | Liu Guozheng Ma Lin          | Wang Nan Zhang Rui        | Qin Zhijian Yang Ying      | PLA                                                                    | Beijing                 |
| 2002        | Tang Peng         | Li Xiaoxia   | Qin Zhijian Zhan Jian        | Guo Yue Li Xiaoxia        | Zhan Jian Bai yang         | Jiangsu First Team                                                     | Liaoning First Team     |
| 2003        | Wang Hao          | Zhang Yining | Kong Linghui Wang Hao        | Wang Nan Zhang Yining     | Ma Lin Wang Nan            | Shantou                                                                | Beijing First Team      |
| 2004        | Wang Liqin        | Guo Yan      | Ceng Jia Yu Shiqin           | Chen Qing Zhang Xiaowu    | Xu Hui Guo Yue             | Jiangsu                                                                | Beijing                 |
| 2005*       | Wang Liqin        | Zhang Yining | Liu Shan Wang Liqin          | Li Xiaoxia Peng Luyang    | Xu Hui Guo Yue             | Jiangsu                                                                | Beijing                 |
| 2006        | Ma Lin (3)        | Peng Luyang  | Chen Qi Ma Lin               | Ding Ning Liu Shiwen      | Ma Lin Wang Nan            | Bayi                                                                   | Liaoning                |
| 2007        | Wang Hao (2)      | Liu Shiwen   | Ma Lin Wang Liqin            | Guo Yue Li Xiaoxia        | Hao Shuai Liu Shiwen       | Bayi                                                                   | Liaoning                |
| 2008        | Zhang Jike        | Wen Jia      | Wang Liqin Xu Xin            | Ding Ning Guo Yan         | Chen Qi Chen Qing          | Bayi                                                                   | Beijing                 |
| 2009*       | Wang Hao          | Zhang Yining | Wang Liqin Xu Xin            | Guo Yue Hou Xiaoxu        | Wang Hao Wen Jia           | PLA                                                                    | Beijing                 |
| 2010        | Zhang Jike (2)    | Ding Ning    | Ma Long Wang Hao             | Guo Yue Li Xiaoxia        | Wu Hao Mu Zi               | Guangdong                                                              | Beijing                 |
| 2011        | Ma Long           | Liu Shiwen   | Ma Lin Wang Hao              | Guo Yan Guo Yue           | Zhang Chao Cao Zhen        | Beijing                                                                | Shandong                |
| 2012        | Zhou Yu           | Cao Zhen     | Wang Liqin Xu Xin            | Cao Zhen Mu Zi            | Ma Long Ding Ning          | Beijing                                                                | Liaoning                |
| 2013*       | Ma Long           | Li Xiaoxia   | Fan Zhendong Zhou Yu         | Cao Zhen Mu Zi            | Ma Long Ding Ning          | PLA                                                                    | Shandong                |
| 2014        | Fan Zhendong      | Zhu Yuling   | Fan Zhendong Xu Xin          | Ding Ning Liu Shiwen      | Yan An Sheng Dandan        | Shanghai                                                               | Heilongjiang            |
| 2015        | Xu Xin            | Zhu Yuling   | Ma Long Xu Xin               | Liu Shiwen Zhu Yuling     | Fan Zhendong Mu Zi         | Shanghai                                                               | Shanxi                  |
| 2016        | Fan Zhendong (2)  | Zhu Yuling   | Fan Zhendong Zhou Yu         | Chen Xingtong Wen Jia     | Lin Gaoyuan Liu Shiwen     | Shanghai                                                               | Sichuan                 |
| 2017*       | Ma Long (2)       | Ding Ning    | Fan Zhendong Zhou Yu         | Gu Yuting Mu Zi           | Yu Ziyang Wang Manyu       | Shanghai                                                               | Sichuan                 |
| 2018        | Liang Jingkun     | Wang Manyu   | Shang Kun Zhang Chao         | Chen Meng Zhu Yuling      | Wang Chuqin Sun Yingsha    | Beijing                                                                | Liaoning                |
| 2019        | Hou Yingchao      | Sun Yingsha  | Non décerné                  | Non décerné               | Lin Gaoyuan Wang Manyu     | Bayi Nanchang                                                          | Shandong                |
| 2020        | Fan Zhendong (3)  | Chen Meng    | Ma Long Xu Xin               | Chen Meng Wang Manyu      | Wang Chuqin Wang Manyu     | Guangdong                                                              | Hebei                   |
| 2021*       | Fan Zhendong (4)  | Wang Manyu   | Ma Long Wang Chuqin          | Che Xiaoxi Wang Manyu     | Xu Xin Liu Shiwen          | Guangdong                                                              | Liaoning                |
| 2022        | Fan Zhendong (5)  | Wang Yidi    | Lin Gaoyuan Zhou Qihao       | Chen Xingtong Qian Tianyi | Lin Gaoyuan Wang Manyu     | Shanghai- Fan Zhendong - Xu Xin - Zhao Zihao - Zhou Kai - Zhao Zhaoyan | Liaoning                |
| 2023        | Lin Shidong       | Wang Yidi    | Non décerné                  | Non décerné               | Lin Shidong Kuai Man       | Shanghai                                                               | Jiangsu                 |
| 2024, Ordos | Huang Youzheng    | Liu Weishan  | Non décerné                  | Non décerné               | Lin Gaoyuan Liu Shiwen     | Shanghai- Fan Zhendong - Xu Xin - Zhou Kai                             | Jiangsu                 |